# التهاب الدماغ الفيروسي
التهاب الدماغ الفيروسي هو التهاب البرانشيمة (أو اللحمة) الدماغية، يسمى أيضًا التهاب الدماغ المُحدث بالفيروسات. تسمى الأشكال المختلفة لالتهاب الدماغ الفيروسي بالتهابات الدماغ الحمية. وهو أكثر أنواع التهاب الدماغ شيوعًا، ويحدث غالبًا مع التهاب السحايا الفيروسي. تسبب فيروسات التهاب الدماغ العدوى أولًا وتتكاثر خارج الجهاز العصبي المركزي (CNS). ويصل معظمها إلى الجهاز العصبي المركزي من خلال الجهاز الوعائي، وبعضها فقط يأتي عبر النهايات العصبية باتجاه الدماغ. بمجرد دخول الفيروس إلى الدماغ، سيؤدي كل من وجوده والاستجابة الالتهابية للمضيف إلى تعطيل الوظيفة العصبية، بالتالي حدوث الاضطرابات الوظيفية والمضاعفات. تكون هذه المضاعفات غالبًا ذات طبيعة عصبية، مثل ضعف المهارات الحركية والسلوك المتغير.
يمكن تشخيص التهاب الدماغ الفيروسي عن طريق أعراض المريض، والتاريخ الشخصي، مثل السفر، والاختبارات السريرية المختلفة مثل الخزعة، والتصوير الطبي، والبزل القطني. يبحث الأطباء أيضًا في التشاخيص التفريقية المحتملة لاستبعاد الأسباب الأخرى لالتهاب الدماغ. غالبًا ما يكون للعديد من فيروسات التهاب الدماغ أعراض مميزة، مما يساعد في التشخيص. يكون العلاج داعمًا بطبيعته، إضافة إلى العلاج بالعقاقير المضادة للفيروسات. الاستثناء الأساسي لذلك هو التهاب الدماغ بالهربس البسيط، والذي يمكن علاجه باستخدام الأسيكلوفير. يعد الإنذار جيدًا لمعظم الأفراد المصابين بفيروس التهاب الدماغ، ولكنه سيء عند مرضى الأعراض الحادة. تترافق عادة المضاعفات طويلة المدى لالتهاب الدماغ الفيروسي مع التلف العصبي، مثل النوبات الصرعية وفقدان الذاكرة والضعف الذهني.
تنتقل فيروسات التهاب الدماغ عادةً إما من شخص لآخر أو عبر مفصليات الأرجل التي تنقل فيروسات الأربوفيروس. الشباب وكبار السن هم الأكثر عرضة للإصابة بالتهاب الدماغ الفيروسي. لا تُحدد العديد من حالات التهاب الدماغ الفيروسي إما بسبب نقص الاختبارات أو بسبب شدة المرض الخفيفة التي لا تستدعي الاستشفاء، وتشير المسوحات المصلية إلى أن العدوى عديمة الأعراض شائعة. توجد طرق مختلفة للوقاية من التهاب الدماغ الفيروسي، مثل اللقاحات الموجودة في برامج التطعيم القياسية أو الموصى بها عند العيش في مناطق معينة أو زيارتها، والتدابير المختلفة التي تهدف إلى الوقاية من لدغات البعوض، وذبابة الرمل (الفاصدة)، والقراد من أجل منع الإصابة بالأربوفيروس.

## الوقاية
نظرًا لأن العديد من فيروسات التهاب الدماغ تنتقل عن طريق البعوض، فإن العديد من جهود الوقاية تدور حول منع لدغات البعوض. في المناطق التي تنتشر فيها مثل هذه الفيروسات، يجب على الناس استخدام الملابس الواقية والنوم تحت ناموسية. قد تكون إزالة حاويات المياه الراكدة ورش المبيدات الحشرية مفيدة في الوقاية أيضًا. يجب تجنب الأنشطة التي تزيد من احتمالية لدغات القراد. توجد لقاحات ضد بعض الفيروسات التي تسبب التهاب الدماغ الفيروسي، مثل لقاحات التهاب الدماغ الخيلي الشرقي، والتهاب الدماغ الخيلي الغربي، والتهاب الدماغ الخيلي الفنزويلي. على الرغم من أن هذه اللقاحات ليست فعالة تمامًا، لكن يوصى بها للأشخاص الذين يعيشون في مناطق عالية الخطورة أو يسافرون إليها. تحمي بعض اللقاحات المضمنة في برامج التطعيم القياسية، مثل لقاح الحصبة والنكاف والحصبة الألمانية أيضًا من التهاب الدماغ الفيروسي.

## أنواعه
- التهاب الدماغ بالأربوفيروس :
  - التهاب الدماغ الياباني
  - التهاب الدماغ المحمول بالقراد
  - فيروس التهاب الدماغ بكاليفورنيا (بالإنجليزية: California encephalitis virus)‏
  - التهاب الدماغ الخيلي (بالإنجليزية: Equine encephalitis)‏.
  - فيروس غرب النيل (بالإنجليزية: West Nile virus)‏
- الإيدز.
- داء الكلب.
- الهربس.
- اتش فايف أن ون : الفيروس المسبب لانفلونزا الطيور.
- فيروس نطاقي حماقي.